# Roquefort
Roquefort (Francuska) - Najslavniji sir na svijetu prati ova legenda: mladi pastir koji je čuvao ovce sklonio se u pećinu kako bi tamo u miru pojeo kruh sa sirom. Iznenada je u polju ugledao krasnu djevojku, zaboravio na glad i otrčao za njom ostavivši za sobom hranu. Poslije nekoliko tjedana kada je navratio do pećine, ugledao je pljesniv sir. Usprkos izgledu, odlučio ga je probati i na svoje veliko iznenađenje, oduševio okusom.
Roquefortom se danas može označavati samo sirevi nastali u pećinama u blizini mjestašca Roquefort-sur-Soulzon u departmanu Aveyron, na južnim obroncima Cevennes gorja. Sirevi mogu biti izrađeni i od mlijeka s drugih područja (Pireneji, Korzika), ali uvijek moraju zreti u kontroliranim uvjetima roquefortovske oblasti. Najstarija pravila o njegovoj proizvodnji potječu iz 1411. godine. Od 4,5 litara ovčjeg mlijeka dobije se 1 kg sira. U mlijeko se ili u mladi sir dodaje kultura plijesni (uglavnom u tekućem obliku). U prvoj fazi ciklusa u hladnim, vlažnim pećinama čije su zidine prekrivene kulturama pljesni Penicillinum roquefort sir prvih nekoliko dana soli, a zatim pikira kako bi unutar sira mogao proniknut okolni zrak koji je neophodan za rast plijesni. Tu u pećini zrije sir četiri tjedna na temperaturi od 7 do 10°C. Kada se na površini pojave prve zelene "fleke", probode se i zamotava u aluminijsku foliju kako bi se spriječio utjecaj zraka i drugih vrsti plijesni na njega i tako zamotan zrije 3 do 4 mjeseca sve dok ne dobije krajnji izgled. Rezultat je pikantno slani kremasti krhki sir s najmanje 52% suhe tvari. Krhkost sira je dokaz njegove kvalitete. Čim je krhkiji, tim je bolji.
Kako je danas za sirom velika potražnja proizvodi se istim postupkom i u drugim regijama, ali se drugačije označava.
Francuzi ga serviraju s orasima, smokvama, kruškama, grožđem i uz bijelo vino.